# مترو لانژو
مترو لانژو (انگلیسی: Lanzhou Metro) سیستم قطار شهری زیرزمینی در شهر لانژو، گانسو، چین است.
این مترو که در سال ۲۰۱۹ تأسیس شده دارای ۲ خط، ۲۹ ایستگاه و ۳۴ کیلومتر طول است. 

## نگارخانه

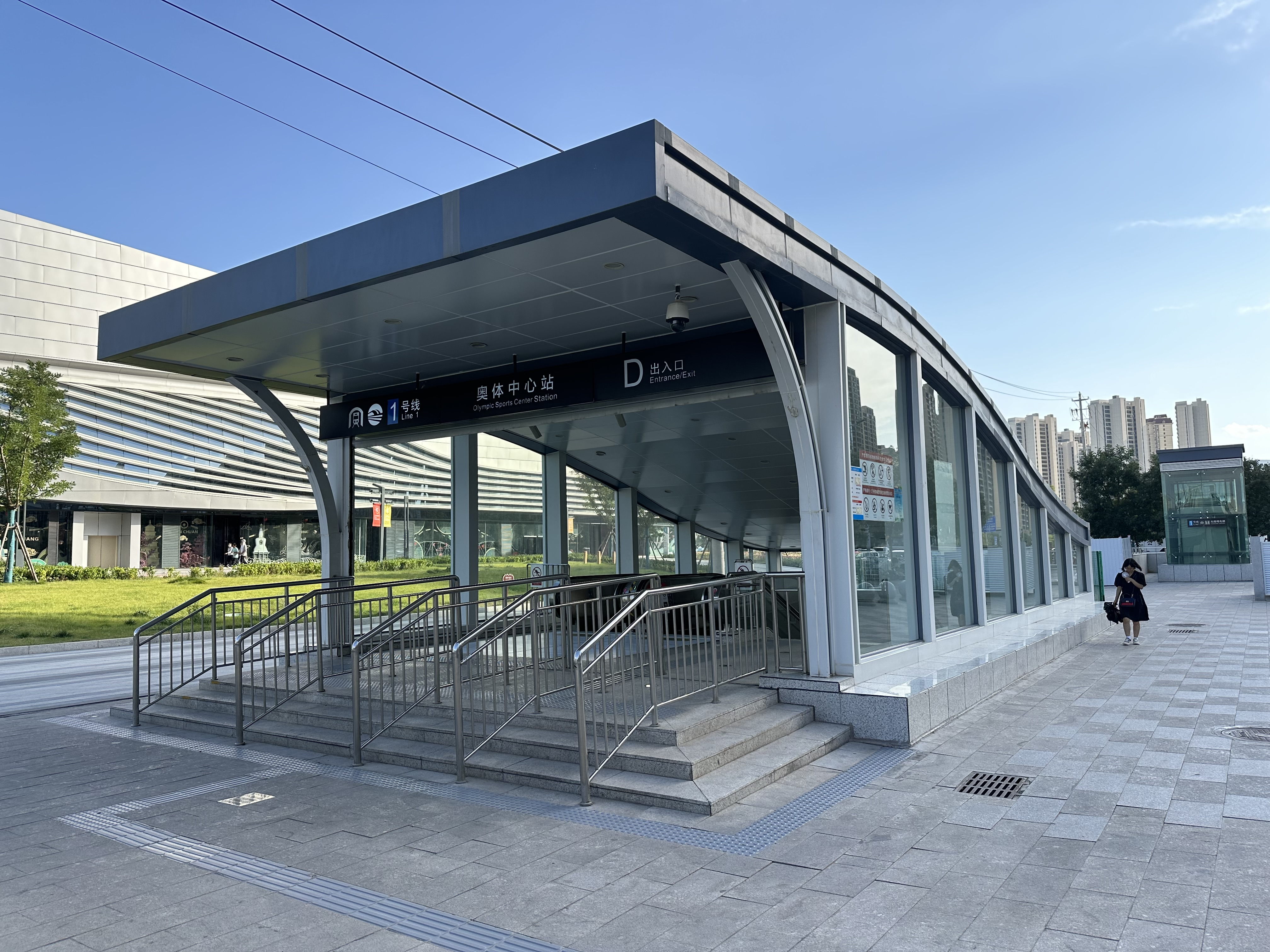
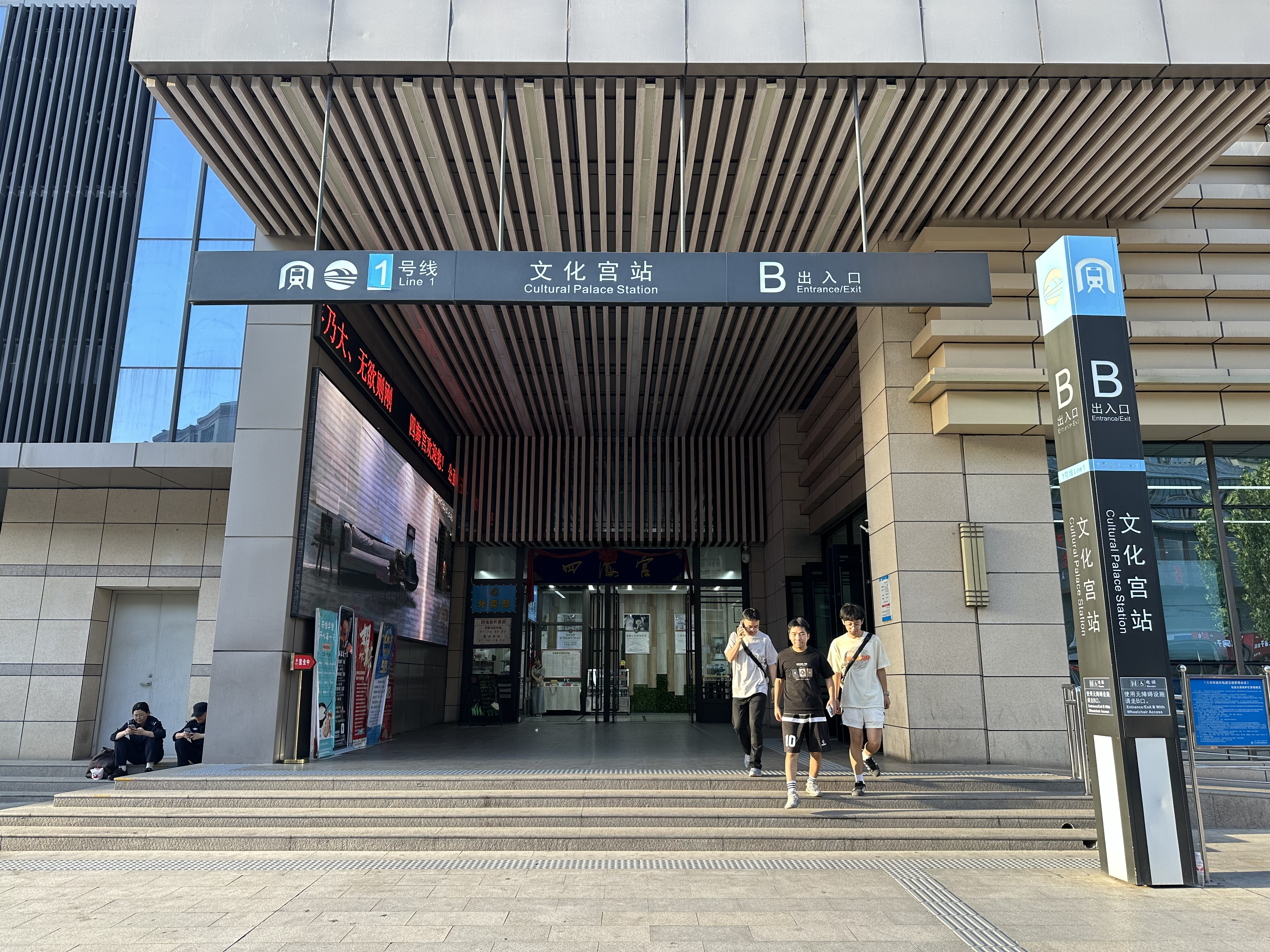
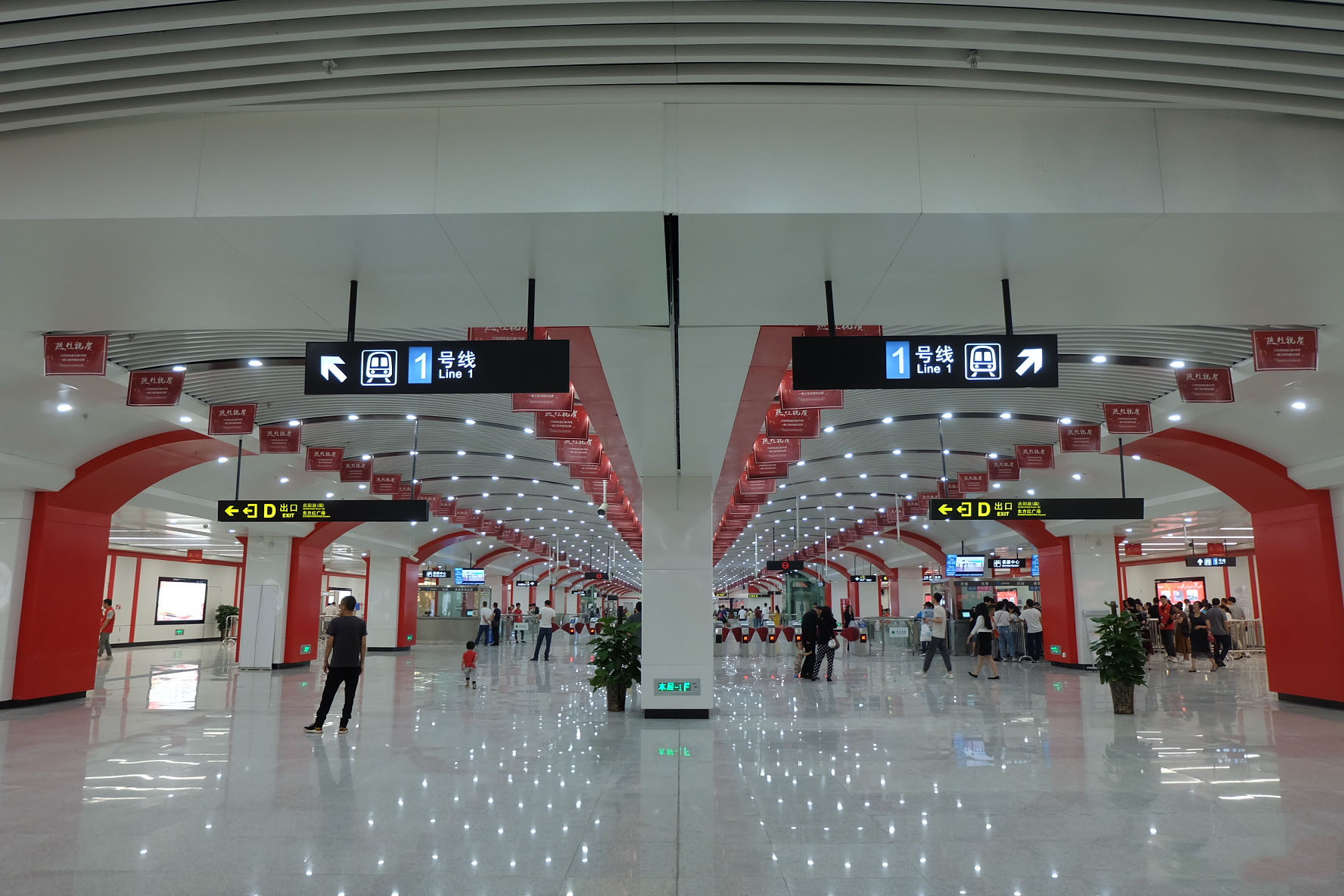
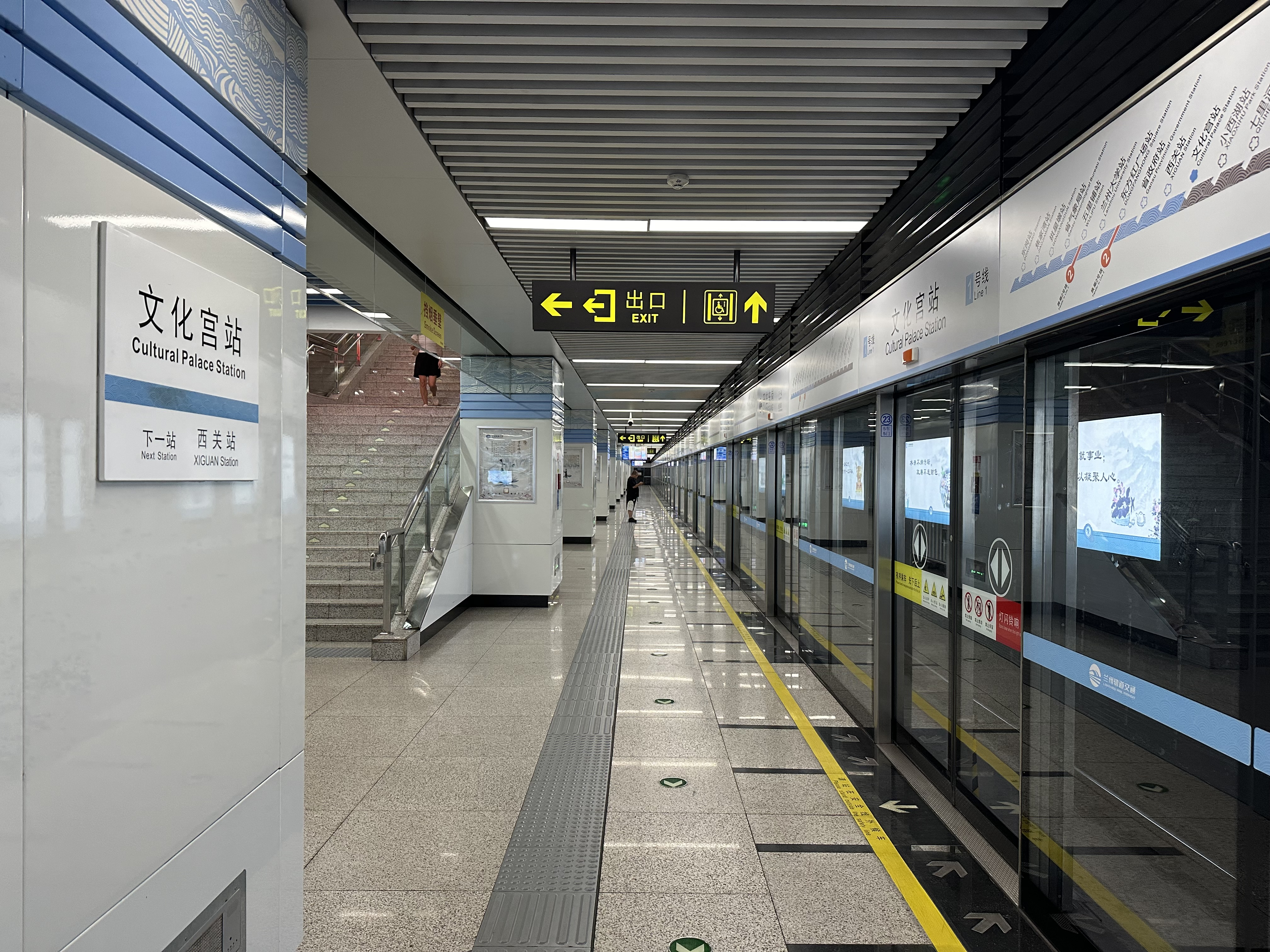
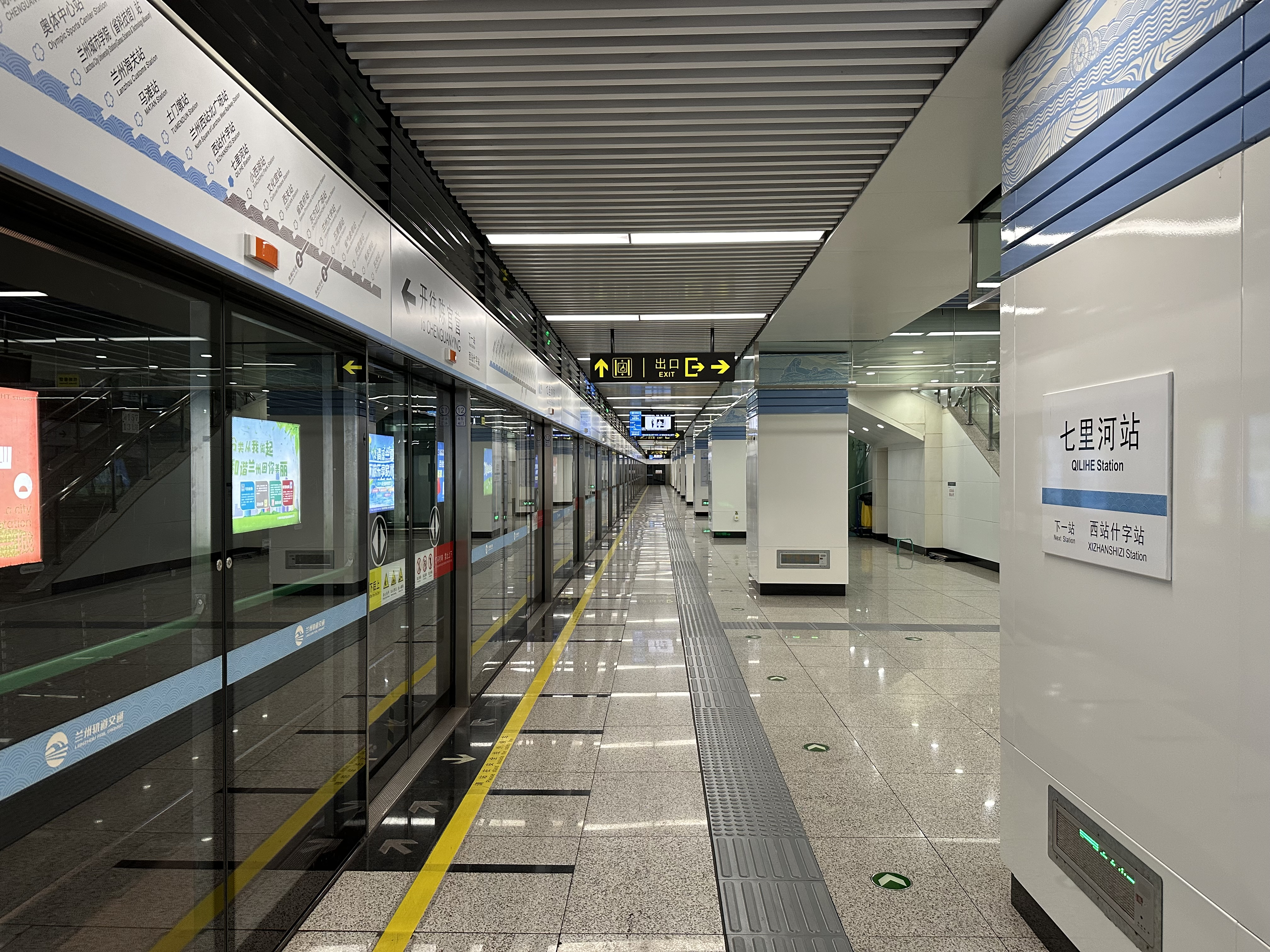
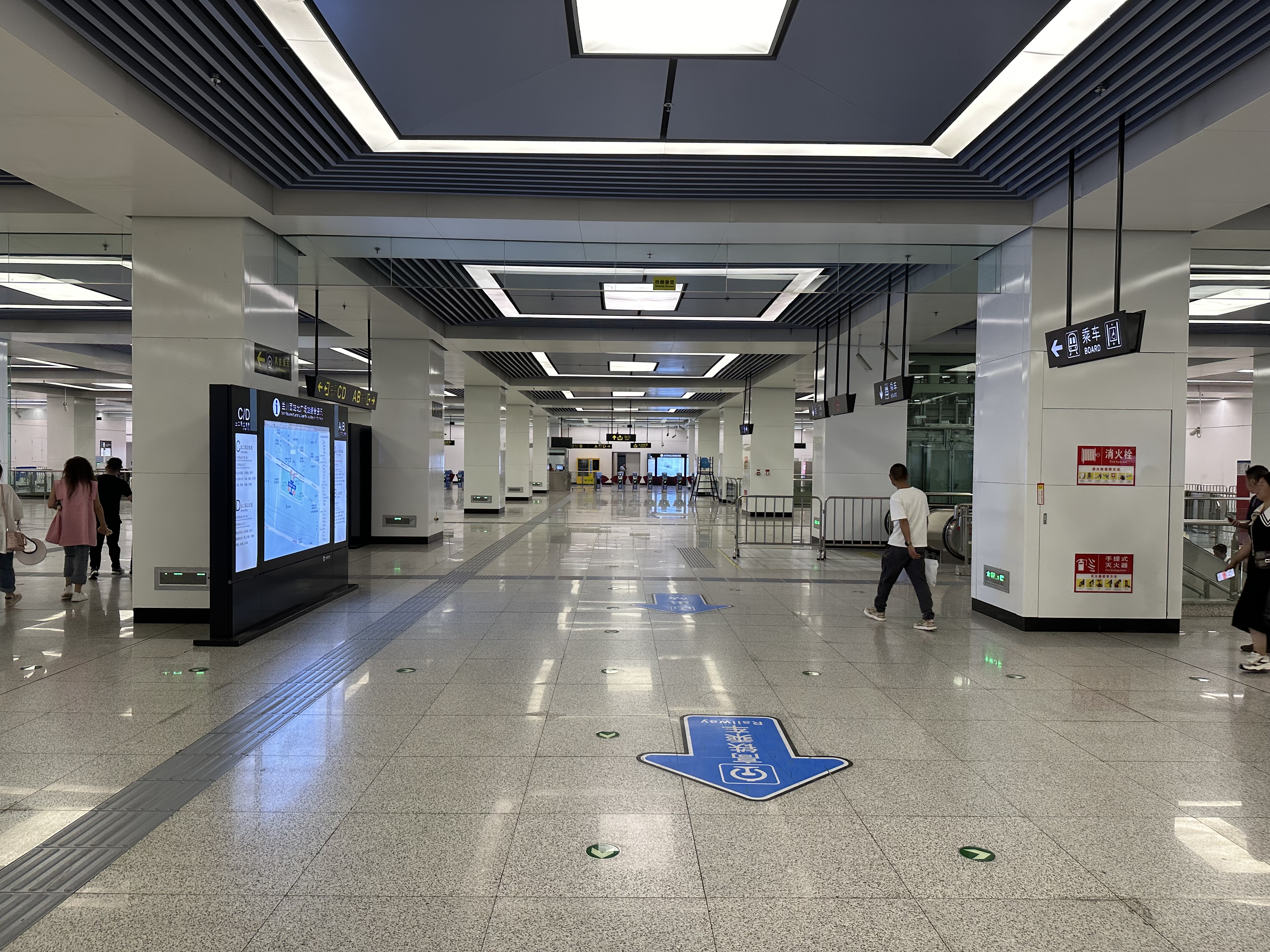